# James Meredith
James H. Meredith, född 25 juni 1933 i Kosciusko, Mississippi, var den förste afroamerikanske studenten på University of Mississippi vilket var en milstolpe i medborgarrättsrörelsen i USA. 

## Galleri

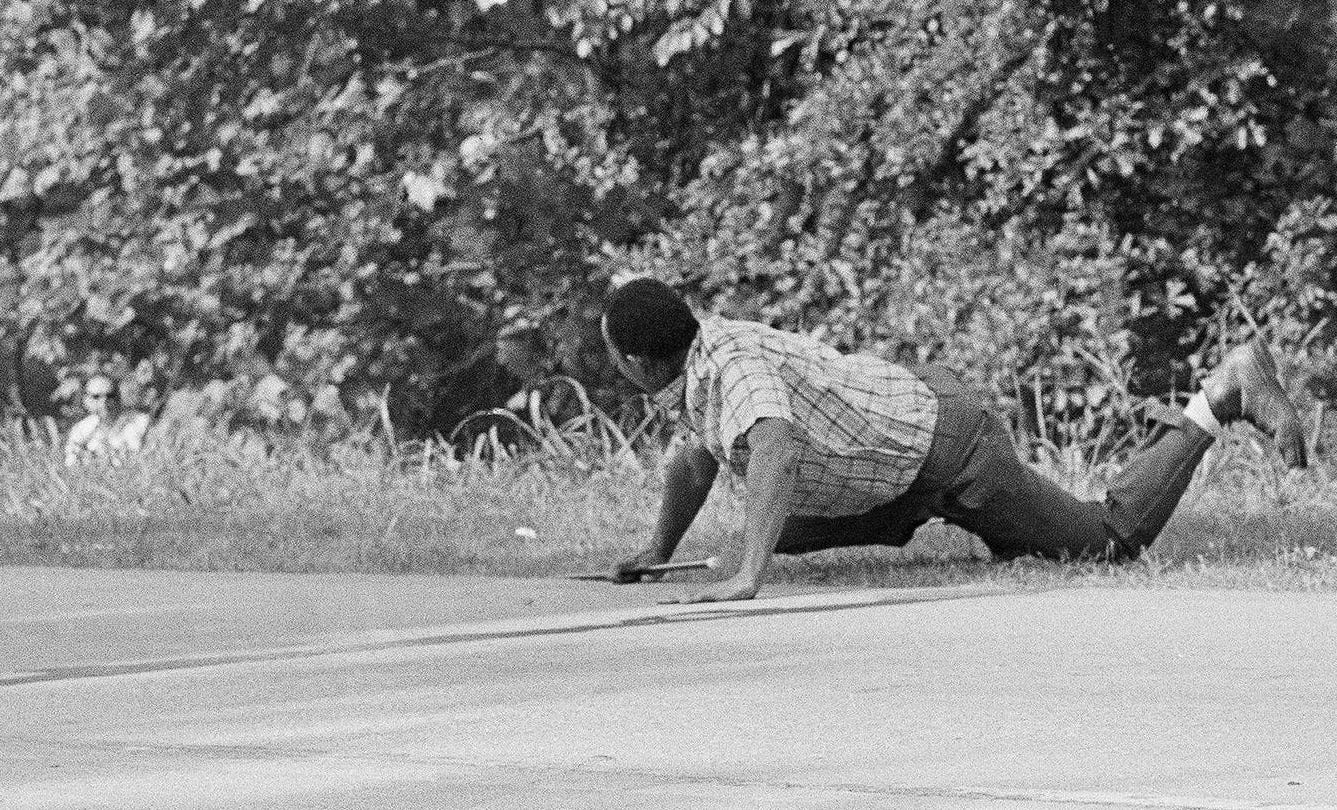
Medborgarrättsaktivisten James Meredith (då 32) ligger på marken efter att ha blivit skjuten tre gånger när han gick i "March Against Fear i Mississippi" 6 juni 1966. Skytten, Aubrey James Norvell ses i buskarna till vänster. Denna bild vann Pulitzerpriset för fotografi 1967.
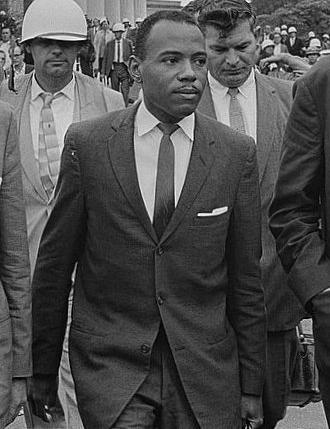
James Meredith i oktober 1962 på väg till University of Mississippi.